# 오스 (영화)
오스(The Oath)는 아이슬란드에서 제작된 발타자르 코루마쿠르 감독의 2016년 범죄, 드라마, 스릴러 영화이다. 헤라 힐마 등이 주연으로 출연하였고 발타자르 코루마쿠르 등이 제작에 참여하였다. 알려진 다른 제목은 선서이다.

## 출연

### 주연
- 헤라 힐마
- 발타자르 코루마쿠르

## 제작진
- 미술: 아틀리 게이르 그레타슨